# Творишино
Творишино (рос. Творишино) — село в Гордієвському районі Брянської області Російської Федерації.
Населення становить 1021 особу. Входить до складу муніципального утворення Творишинське сільське поселення.

## Історія
Розташоване на території української історичної землі Стародубщина.
Від 2005 року входить до складу муніципального утворення Творишинське сільське поселення.

## Населення
| 2010 | 2013  |
| ---- | ----- |
| 1095 | ↘1021 |